# Bundesamt für Naturschutz
Das Bundesamt für Naturschutz (BfN) ist eine deutsche Bundesoberbehörde im Geschäftsbereich des Bundesministeriums für Umwelt, Klimaschutz, Naturschutz und nukleare Sicherheit.
Das Bundesamt berät das Ministerium in allen Fragen des nationalen und internationalen Naturschutzes und der Landschaftspflege, fördert Naturschutzprojekte, betreut Forschungsvorhaben und ist Genehmigungsbehörde für die Ein- und Ausfuhr geschützter Tier- und Pflanzenarten. Es gibt in größeren zeitlichen Abständen die Roten Listen gefährdeter Tier-, Pflanzen- und Pilzarten heraus. Es nimmt auch Aufgaben im Vollzug des internationalen Artenschutzes, des Meeresnaturschutzes, des Antarktisvertrags und des Gentechnikgesetzes wahr.

## Geschichte
Seit 1906 gab es in Danzig die Staatliche Stelle für Naturdenkmalpflege in Preußen. Das Zentrale Referat für Naturschutz in Preußen unter Leitung des NS-Funktionärs Hans Klose formulierte für Innenminister Hermann Göring das Reichsnaturschutzgesetz von 1935. Im Jahr 1936 wurde daraus im neuen Reichsforstamt die Reichsstelle für Naturschutz unter Walter Schoenichen, nach Kriegsende 1945 die Zentralstelle für Naturschutz und Landschaftspflege, die Klose bis 1954 weiter leitete. Die Zentralstelle hieß ab 1952 Bundesanstalt für Naturschutz und Landschaftspflege, die mehrfach umorganisiert worden ist.
Das Bundesamt entstand 1993 aus der Bundesforschungsanstalt für Naturschutz und Landschaftsökologie und aus Artenschutzbehörden des Bundesamtes für Ernährung und Forstwirtschaft. Außerdem wurden ihm Artenschutzaufgaben aus dem Bundesamt für Wirtschaft und Ausfuhrkontrolle übertragen. Erster Präsident war Martin Uppenbrink (1994–1999).

## Arbeitsbereiche des BfN

### Beratung
Das Bundesamt liefert dem Bundesumweltministerium wissenschaftliche Entscheidungsgrundlagen und berät es in allen fachlichen Fragen des nationalen und internationalen Naturschutzes. Neben der bundespolitischen Kompetenz versteht sich das Bundesamt für Naturschutz auch als enger Kooperationspartner der Länderfachbehörden. Dabei geht es auch darum, vom BfN entwickelte Konzepte und Methoden – z. B. für die Landschaftsplanung, den Arten- oder Gebietsschutz – einheitlich und damit vergleichbar umzusetzen.
Eine weitere Aufgabe erfüllt das Bundesamt für Naturschutz im Zusammenhang mit internationalen Abkommen. Hierzu gehören:
- das „Übereinkommen über die biologische Vielfalt“
- das Washingtoner Artenschutzübereinkommen „CITES“
- das europäische Schutzgebietssystem „Natura 2000“
- das Komitee „Der Mensch und die Biosphäre“ (ein UNESCO-Programm zur nachhaltigen Nutzung der Biosphäre)

### Förderung
Das Amt konzipiert, fördert und betreut Naturschutzgroßprojekte, vergibt im Auftrag des BMU Forschungsvorhaben sowie Modellvorhaben. Im Rahmen des Umweltforschungsplans (UFOPLAN) werden Forschungs- und Entwicklungsvorhaben (F+E-Vorhaben) in den Bereichen Naturschutz und Ökologie vergeben. Mit ihnen sollen Entscheidungsgrundlagen für die Naturschutz- und Umweltpolitik der Bundesregierung gewonnen werden. Die Erprobungs- und Entwicklungsvorhaben (E+E-Vorhaben) hingegen haben das Ziel, Erfolg versprechende Naturschutzideen zu realisieren und wichtige Forschungsergebnisse in die Praxis umzusetzen.
Mit Hilfe der so genannten Verbändeförderung können einzelne Naturschutzprojekte von privaten, gemeinnützigen Vereinigungen im Bereich des Naturschutzes unterstützt werden.
Das Bundesprogramm Biologische Vielfalt fördert die Umsetzung der Ziele der Nationalen Biodiversitätsstrategie. Gefördert werden Vorhaben, denen im Rahmen der Nationalen Strategie zur Biologischen Vielfalt eine gesamtstaatlich repräsentative Bedeutung zukommt oder die diese Strategie in besonders beispielhafter und maßstabsetzender Weise umsetzen. Die Förderung erstreckt sich auf vier Förderschwerpunkte
- Arten in besonderer Verantwortung Deutschlands
- Hotspots der biologischen Vielfalt in Deutschland
- Sichern von Ökosystemdienstleistungen und
- weitere Maßnahmen von besonderer repräsentativer Bedeutung für die Strategie

In den Bundeshaushalt wurden für das Bundesprogramm Biologische Vielfalt seit 2011 Mittel im Umfang von 15 Millionen Euro jährlich eingestellt.

### Deutscher Preis für Nature Writing
Seit Januar 2017 vergibt das Bundesamt für Naturschutz mit dem Verlag Matthes & Seitz Berlin den Deutschen Preis für Nature Writing, ein mit 10.000 Euro und einem Aufenthaltsstipendium für die Insel Vilm dotierter Literaturpreis. Erste Preisträgerin war Marion Poschmann.

### Umsetzung
Als Vollzugsbehörde für das internationale Artenschutzabkommen CITES erteilt das BfN Genehmigungen für die Ein- und Ausfuhr geschützter Arten. In der Ausschließlichen Wirtschaftszone (AWZ) der Nord- und Ostsee – 12 bis 200 Seemeilen jenseits der Küstenlinie – übernimmt das BfN Auswahl und Verwaltung von NATURA-2000-Gebieten (Fauna-Flora-Habitat- und Vogelschutzgebiete) und wirkt bei Genehmigungen von Vorhaben mit. Das Projekt wird unter der Wortbildmarke Habitat Mare beworben. Im Bereich der Agro-Gentechnik ist das BfN an der Genehmigung von Anträgen auf Freisetzen und Inverkehrbringen von gentechnisch veränderten Pflanzen, Tieren und Mikroorganismen beteiligt.

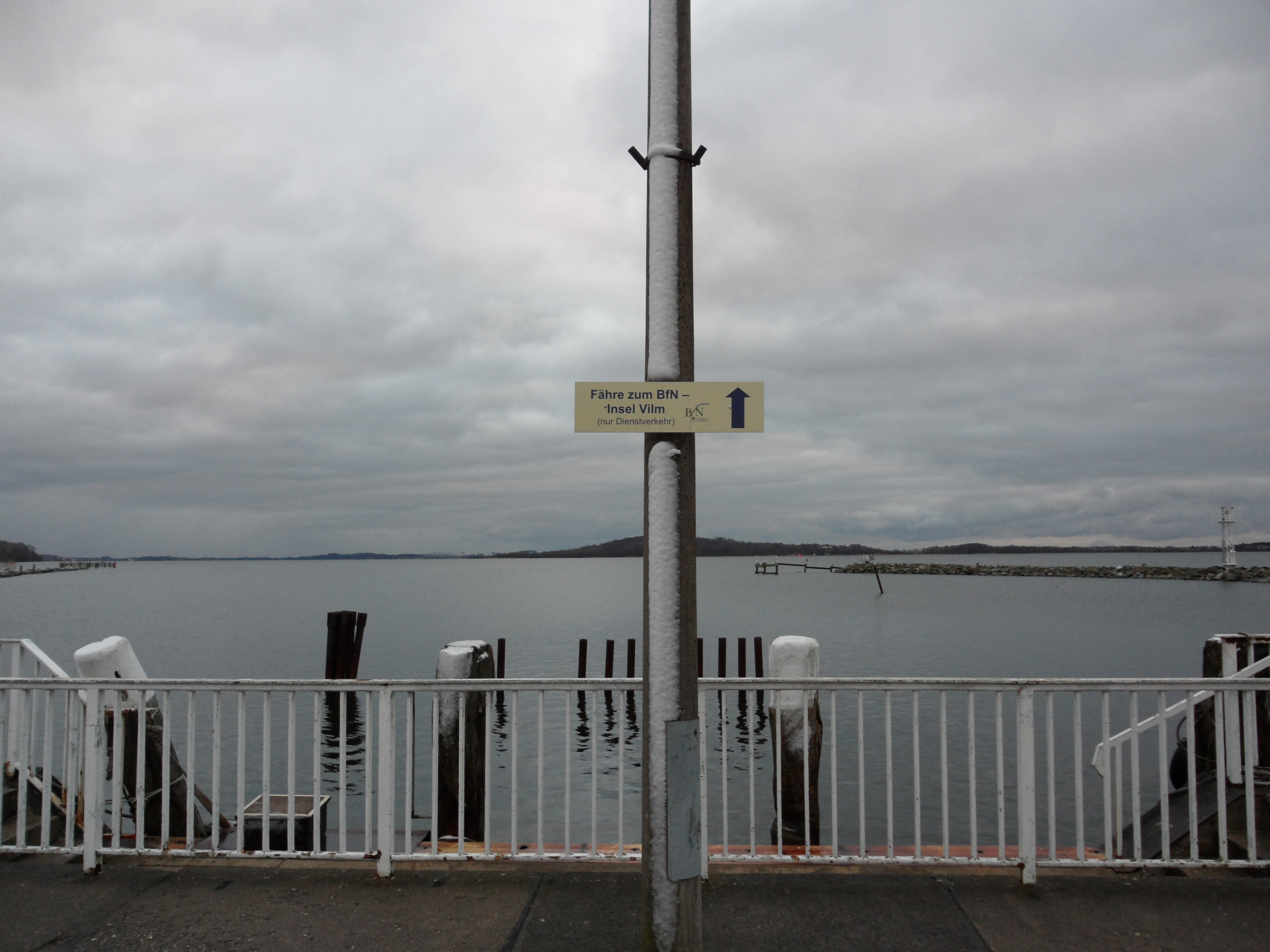
Anleger für die Fähre zum BfN auf Vilm mit der Insel im Hintergrund

### Information
Das BfN informiert die Öffentlichkeit über Naturschutz und stellt der Fachwelt allgemeine Informationen, wissenschaftliche Daten und Publikationen zu Arten- und Naturschutz sowie der biologischen Vielfalt zur Verfügung.
Im Jahr 2001 wurde das Projekt Naturdetektive mit Faltblättern, Aufklebern und einer Internetseite gestartet. Die Internetseite bietet ein kleines Lexikon sowie regelmäßige Lese- und Aufgaben-Beiträge an.

## Organisation
Das Bundesamt hat seinen Sitz im Bonner Ortsteil Rüngsdorf (Konstantinstraße 110). Den Ursprung der Liegenschaft bildet das ehemalige Schulgebäude der „Rheinischen Obst- und Gartenbauschule für Frauen“ aus dem Jahre 1906 (Haus I), 1986 kam ein Neubau hinzu (Haus II) und 2006 wurden ein Erweiterungsbau erstellt (Haus III) sowie der Eingangsbereich umgebaut und ein Konferenztrakt angebaut.
Das Bundesamt arbeitet an drei verschiedenen Standorten. Der Hauptsitz befindet sich in der Bundesstadt Bonn, Außenstellen in Leipzig und auf der Insel Vilm bei Rügen. Der Außenstelle Vilm ist außerdem die Internationale Naturschutzakademie (INA) angegliedert.
Organisatorisch besteht das Bundesamt heute aus acht Abteilungen, die in zwei Fachbereichen zusammengefasst sind:
- Zentrale Aufgaben, Grundsatzangelegenheiten des Naturschutzes
- Schutz, Entwicklung und nachhaltige Nutzung von Natur und Landschaft

Geleitet wird das Bundesamt von einem Präsidenten bzw. einer Präsidentin:
- 1994 bis 1999: Martin Uppenbrink
- 2000 bis 2007: Hartmut Vogtmann[7]
- 2007 bis 2021: Beate Jessel
- seit September 2021: Sabine Riewenherm[8]